# Pardalisca abyssi
Pardalisca abyssi är en kräftdjursart som beskrevs av Boeck 1871. Pardalisca abyssi ingår i släktet Pardalisca och familjen Pardaliscidae. Arten är reproducerande i Sverige. Inga underarter finns listade i Catalogue of Life.